# Lastingham

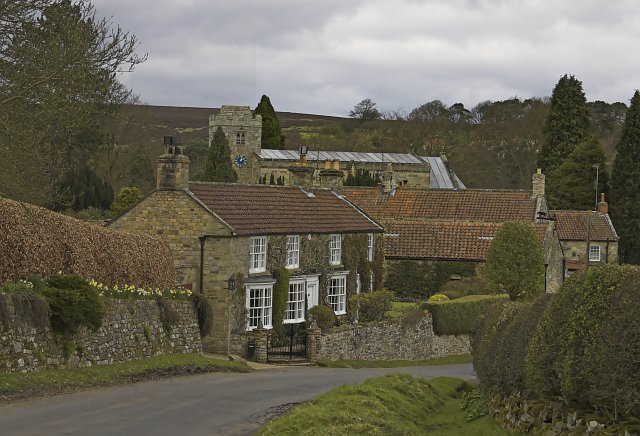
Vue de Lastingham.

Lastingham est un village et une paroisse civile du Yorkshire du Nord, en Angleterre. Il est situé à 8 km au nord-est de Kirkbymoorside, sur le versant sud des North York Moors. Au moment du recensement de 2011, sa population était de 233 habitants.

## Toponymie
Le nom Lastingham désigne « le domaine de la famille (ou des suivants) de *Lǣsta ». Il est construit sur un modèle fréquent en vieil anglais : un nom de personne auquel est suffixé -inga (« ceux qui suivent ») et -hām (« domaine »). Il est attesté sous la forme Lestingeham dans le Domesday Book, compilé en 1086.

## Histoire
Dans les années 650, l'évêque Cedd, évangélisateur de l'Essex, fonde le monastère de Lastingham sur des terres données par le roi Æthelwald de Deira. À la mort de Cedd, en 664, son frère Chad lui succède à la tête du monastère. Tous deux y sont inhumés.